# Tyria divisa
Tyria divisa är en fjärilsart som beskrevs av Barend J. Lempke 1961. Tyria divisa ingår i släktet Tyria och familjen björnspinnare. Inga underarter finns listade i Catalogue of Life.